# Potentiels de Liénard-Wiechert
Les potentiels de Liénard-Wiechert décrivent, dans un contexte classique, les effets électromagnétiques créés par une charge ponctuelle en mouvement, via un potentiel vecteur et un potentiel scalaire dans la jauge de Lorenz. Une particule chargée de vitesse {\displaystyle {\vec {v}}} se trouvant à l'origine d'un repère à l'instant {\displaystyle t} engendre un potentiel électrique {\displaystyle V} et un potentiel vecteur {\displaystyle {\vec {A}}} en un point {\displaystyle M} repéré par le vecteur {\displaystyle {\vec {r}}} :
{\displaystyle V({\vec {r}},t)={\frac {q}{4\pi \varepsilon _{0}}}{\frac {1}{r-{\vec {v}}\cdot {\vec {r}}/c}}}
{\displaystyle {\vec {A}}({\vec {r}},t)={\frac {q}{4\pi \varepsilon _{0}c^{2}}}{\frac {\vec {v}}{r-{\vec {v}}\cdot {\vec {r}}/c}}}
avec {\displaystyle {\vec {v}}={\vec {v}}(t-r/c)}.

## Champs relativistes d'une particule ponctuelle

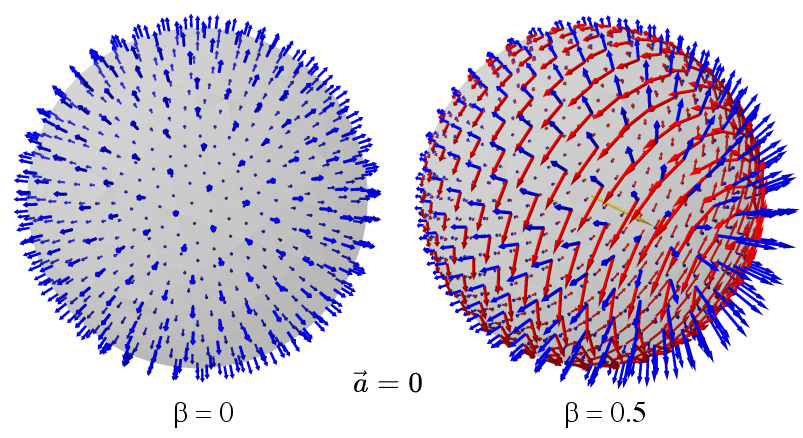
Champ électromagnétique (unité arbitraire) d'une charge positive ponctuelle à vitesse constante. Il s'agit du régime de Coulomb, lorsque l'observateur est proche de la charge. Lorsque, le champ électromagnétique se réduit au champ électrique statique (en bleu)..

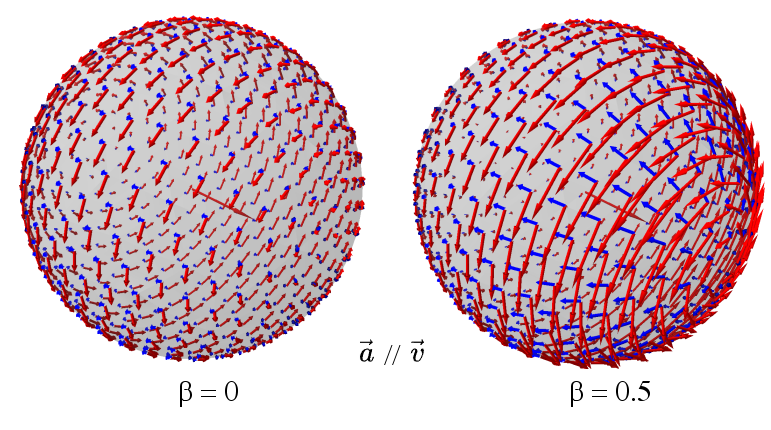
Champ électromagnétique lointain d'une charge positive ponctuelle, l'accéleration est ici paralelle a la vitesse. Lorsque la particule ralentit, elle produit un rayonnement de freinage. Celui peut être très important lors de collisions de particules.

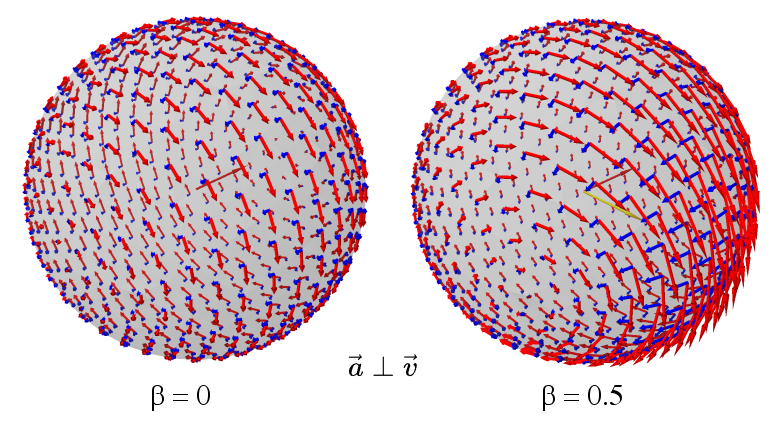
Champ électromagnétique lointain d'une charge positive ponctuelle, l'accéleration est ici perpendiculaire a la vitesse. Il s'agit du rayonnement synchrotron.

Les champs dérivant du potentiel de Liénard-Wiechert sont :
{\displaystyle {\vec {E}}={\frac {q}{4\pi \epsilon _{0}}}\left[{\frac {{\vec {n}}-{\vec {v}}/c}{r^{2}\gamma ^{2}\left(1-{\vec {n}}\cdot {\vec {v}}/c\right)^{3}}}\right]_{t_{r}}+{\frac {q}{4\pi \epsilon _{0}c^{2}}}\left[{\frac {{\vec {n}}\times \left[\left({\vec {n}}-{\vec {v}}/c\right)\times {\vec {a}}\right]}{r\left(1-{\vec {n}}\cdot {\vec {v}}/c\right)^{3}}}\right]_{t_{r}}}
{\displaystyle {\vec {B}}={\frac {q\mu _{0}}{4\pi }}\left[{\frac {{\vec {v}}\times {\vec {n}}}{r^{2}\gamma ^{2}\left(1-{\vec {n}}\cdot {\vec {v}}/c\right)^{3}}}\right]_{t_{r}}+{\frac {q\mu _{0}}{4\pi c}}\left[{\frac {{\vec {n}}\times \left({\vec {n}}\times \left(({\vec {n}}-{\vec {v}}/c)\times {\vec {a}}\right)\right)}{r\left(1-{\vec {n}}\cdot {\vec {v}}/c\right)^{3}}}\right]_{t_{r}}}
{\displaystyle {\vec {B}}={\frac {\vec {n}}{c}}\times {\vec {E}}}
Où on retrouve {\displaystyle \gamma } le facteur de Lorentz, {\displaystyle {\vec {a}}} l'accélération de la particule et {\displaystyle {\vec {n}}={\frac {\vec {r}}{||r||}}} le vecteur radial de la base sphérique. Dans ces expressions on notera que le premier terme lié au champ électrostatique diminue en {\displaystyle 1/r^{2}}, il s'exprimera donc en champ proche tandis que le second terme en {\displaystyle 1/r} s'exprimera en champ lointain. La notation {\displaystyle \left[...\right]_{tr}} indique que les valeurs sont évaluées avec un instant retardé {\displaystyle t_{r}} de façon à prendre en compte le temps de propagation du champ jusqu'à l'observateur.
Sur les illustrations ci-contre, on observe le résultat d'un événement qui a eu lieu au centre de la sphère à une distance {\displaystyle c.t_{r}}. Durant ce temps {\displaystyle t_{r}}, la particule continue son mouvement et n'est donc plus forcement au centre de la sphère au moment de l'observation. Pour les champs engendrés par une accélération non nulle, on remarquera la symétrie axiale du champ par rapport au vecteur accélération lorsque {\displaystyle v<<c} puis la concentration des radiations dans la direction de la trajectoire lorsque {\displaystyle v\approx c}. 
Note: on rencontre parfois dans la littérature, pour l'expression du champ électrique, {\displaystyle {\vec {E}}=...+{\frac {q}{4\pi \epsilon _{0}cr}}...}, il convient bien de diviser par {\displaystyle c^{2}} le champ électrique lointain comme ci-dessus et non par {\displaystyle c}.
A l'ordre le plus bas en {\displaystyle 1/c} le champ magnétique est indépendant de {\displaystyle {\vec {a}}} et a pour expression :
{\displaystyle {\vec {B}}={\frac {q}{4\pi \epsilon _{0}r^{2}}}{\frac {{\vec {v}}\times {\vec {n}}}{c^{2}}}+o\left({\frac {v^{2}}{c^{2}}}\right)}

### Champ électrostatique

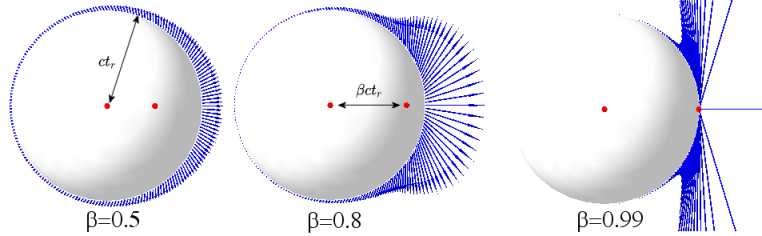
Champ électrostatique d'une particule positive chargée en mouvement uniforme. See Note.

Le terme {\displaystyle {\vec {n}}-{\vec {v}}/c} dans le premier terme évalue le champ électrostatique comme si la particule continuait son mouvement uniforme pendant {\displaystyle t_{r}}. Lorsque la vitesse de la particule est très proche de {\displaystyle c}, celle-ci se trouve alors quasiment sur le front d'onde, donc très proche de l'observation, générant un champ important. À l’extérieur de la sphère d'observation, le champ électrique est dans sont état initial (pas de connexion avec l’événement observé). Dans la pratique, on considère que le champ électrostatique d'une particule chargée voyageant à une vitesse très proche de {\displaystyle c} est perpendiculaire à la trajectoire avec une ouverture de {\displaystyle 1/\gamma }. Cette approximation est, par exemple, utilisée en physique des hautes énergies pour la modélisations des wakefields.

## Application

### Problème à 2 corps électromagnétiques
Il est possible de modéliser la collision entre deux particules relativistes à l'aide du potentiel de Liénard
-Wiechert. Le problème s'appelle le problème à 2 corps électromagnétiques,. On resout alors les équations :
{\displaystyle m_{1}{\frac {\mathrm {d} {\vec {v_{1}}}}{\mathrm {d} t}}=q_{1}\left({\vec {E_{2}}}+{\vec {v_{1}}}\times {\vec {B_{2}}}\right)}
{\displaystyle m_{2}{\frac {\mathrm {d} {\vec {v_{2}}}}{\mathrm {d} t}}=q_{2}\left({\vec {E_{1}}}+{\vec {v_{2}}}\times {\vec {B_{1}}}\right)}
Les champs {\displaystyle E_{1}},{\displaystyle E_{2}},{\displaystyle B_{1}} et {\displaystyle B_{2}} dérivant des potentiels de Liénard
-Wiechert ci-dessus.
On peut montrer que l'expression exacte du champ de force engendré par une particule créant un potentiel de Liénard
-Wiechert est  :
{\displaystyle {\vec {F}}/q={\frac {q}{4\pi \epsilon _{0}}}{\frac {r}{({\vec {r}}\cdot {\vec {u}})^{3}}}\left\{\left[(c^{2}-v^{2}){\vec {u}}+{\vec {r}}\times ({\vec {u}}\times {\vec {a}})\right]+{\frac {\vec {v}}{c}}\times \left[{\vec {r}}\times \left[(c^{2}-v^{2}){\vec {u}}+{\vec {r}}\times ({\vec {u}}\times {\vec {a}})\right]\right]\right\}}
où on a posé {\displaystyle {\vec {u}}=c{\frac {\vec {r}}{||r||}}-{\vec {v}}}. Notons que les grandeurs {\displaystyle {\vec {u}}},{\displaystyle {\vec {v}}},{\displaystyle {\vec {a}}} et {\displaystyle {\vec {r}}} sont évalués avec un instant retardé.